# Jack Caffery (athlétisme)
John («Jack») Peter Caffery (21 mai 1879 – 2 février 1919) est un athlète canadien d'athlétisme qui participe au marathon des Jeux olympiques d'été de 1908, où il termine à la 11e place. Caffery est également double champion du marathon de Boston,,. Il gagne ceux-ci avec respectivement des temps de  2:39:44,4 en 1900 et de 2:29:23,6 en 1901, à chaque fois améliorant le record du parcours qui avait une longueur de 25 miles à l'époque (soit environ 40,2 km, 2 kilomètres de moins qu'un marathon actuel). Ce dernier record tiendra pendant plus de 20 ans.  
Lors du marathon de 1900, il se place premier devant Billy Sherring, futur vainqueur du marathon des Jeux olympiques intercalaires de 1906, et Fred Hughson, deux compatriotes canadiens. Cela constitue le premier podium entièrement occupé par des non-américains au marathon de Boston,.  
Caffery est le fils d'immigrants irlandais, ce qui lui vaut le surnom "the dapper little Canadian".  Il est cocher de métier et représente la St. Patrick's Athletic Association / St. Patrick's Athletic Club,. Il nait à Hamilton, Ontario et décède dans la même ville à 39 ans des suites de complications de la grippe espagnole. 